# Боеций
Вижте пояснителната страница за други личности с името Боеций.
Аниций Манлий Северин Боеций (на латински: Anicius Manlius Severinus Boethius) е римски философ, преводач и държавник. Наречен е последният класически и първият схоластичен философ. Творчеството му има огромно влияние през Средновековието.

## Живот
Боеций е роден ок. 480 г. в Рим в патрицианско семейството, чиито предци включват двама папи и двама римски императори, Петроний Максим и Олибрий. Осиротявайки на ранна възраст, Боеций израства в семейството на патриция Симах и впоследствие се жени за дъщеря му. Придобива значително познание на древногръцкия език и философия, може би в Атина или Александрия (седалища на двете школи по класическа философия), въпреки упадъка на класическата култура и падането Западната Римска империя.
Благодарение на образованието си Боеций влиза на служба при остготския крал Теодорих Велики, който е взел титлата римски император след свалянето на последния западноримски император Ромул Августул от племенника на Теодорих Одоакър през 476 г. Теодорик, който е получил образованието си в Константинопол, позволява на старите римски семейства да поддържат традициите си докато той управлява от Равена.
През 510 г. Боеций става консул. Той убеждава Теодорих да върне две трети от данъка, който Одоакър е наложил на селяните от областта Кампания, поради слабата реколта. Красноречието му спасява Паулин от дворцовите интриги. Боеций се противопоставя на готизирането на римската култура и по този начин си спечелва врагове.
На 40-годишна възраст Боеций става magister officiorum, управител на всички правителствени и съдебни служби. През 522 г. двамата му сина също стават консули, което ощастливява баща им.
През 519 г. е разрешена 35-годишната схизма между Западната и Източната църква и Теодорих (който е последовател на Арий) започва да се страхува от увеличаването на влиянието на византийския император Юстин I сред поданиците си. През 523 г. сенаторът Албин е обвинен, че притежава писмо от Юстин и Боеций открито го защитава. Боеций е подведен под отговорност за държавна измяна и магьосничество и е задържан. Той отдава ареста си на клевети от страна на врагове си. Титлата и богатството му са отнети и е затворен в Павия, 450 км северно от Рим, където е измъчван и където пише своята най-известна книга „Утешението на философията“. Боеций е осъден на смърт и присъдата е потвърдена от Сената, вероятно под натиск от Теодорих.
През 524 г. е завързана връв около врата му и едновременно е удушен и пребит до смърт. Скоро след това тъстът му Симах също е екзекутиран в Равена. Според византийския историк Прокопий, Теодорих е обзет от силно чувство за вина за стореното с Боеций и Симах, хваща пневмония и умира през 526 г.
През 722 г. кралят на лангобардите Лиутпранд издига гробница в чест на Боеций в църквата Св. Петър в Павия. Боеций е канонизиран за светец от папа Лъв XIII през 1883 г. Празникът му е на 23 октомври.

## Творби
Боеций си поставя задачата да преведе всички творби на Платон и Аристотел на латински и да напише коментари върху тях, за да покаже хармонията помежду им, но не успява да я изпълни. Преведените от него Аристотелови творби за логиката, върху някои от които той пише коментари, са единствените достъпни в Европа до 12 век. Боеций също пише коментар на Изагога (Въведение към Категории от Аристотел) от неоплатониста Порфирий, който подчертава съществуването на проблема за универсалиите: дали тези понятията съществуват самостоятелно или само в умовете на хората. Според Боеций те съществуват само в мисълта. Коментарите му върху Категории и За тълкуването от Аристотел и върху Порфириевата Изагога са модел за средновековните учени, който им помага да разберат широк кръг от философски въпроси поставени в Античността. Дори и по-независими философи от 12 век като Абелар и Жилбер де ла Поре са му дълбоко задължени.
Боеций измисля термина квадривиум, или четворен път, за да обозначи изучаването на четирите предмета: музика, аритметика, геометрия и астрономия, който трябва да последва изучаването на тривиума: граматика, логика и реторика. Той превежда и пише учебници върху тези предмети. Свободният му превод на трактата на Никомах по аритметика (De institutione arithemica) и неговият учебник по музика (De institutione musica) допринасят към средновековното образование. Боеций въвежда тройната класификация на музиката: musica mundana (музика на сферите/света), musica humana (хармония на човешкото тяло и духовната хармония), musica instrumentalis (инструментална музика, вкл. човешкият глас). Преводите му по музика на Питагор, по геометрия на Евклид, по астрономия на Птолемей и по механика на Архимед са загубени.
Боеций също пише теологични трактати (Opuscula sacra), За Троицата, За Въплъщението, Срещу Евтихей и Нестор и За католическия път, които подкрепят църковната позиция срещу ересите, използвайки логика, за да покаже единството на Бог по същество и божествената и човешката природа на Исус чрез определение на субстанция, отношение и природа. Те вероятно са известни на учениците на Алкуин в двора на Карл Велики. Анселм също е запознат с тях. Първата теологична творба на Абелар Theologia Summi Boni е вдъхновена от първия трактат на Боеций (За Троицата), а Жилбер де ла Поре пише подробно тълкувание върху трактатите, което става стандартно, макар и други по-неоплатонистки настроени философи от 12 век също да пишат коментари. Тома Аквински пише коментари върху два от трактатите. Авторството на Боеций е било оспорвано заради светското естество на другите му творби до 19 век, когато е открита биография на неговия съвременник Касиодор, която споменава, че е писал на тази тематика.
Най-известната творба на Боеций е Утешението на философията, която той пише в затвора, докато очаква екзекуцията си. Тя осигурява наследството му през Средновековието и отвъд него. Данте поставя Боеций като последния римски и първия схоластичен философ в своята Божествена комедия и го нарича (чрез своя герой Тома Аквински) „Блажената душа, която разкрива измамните друми на света на всеки, който му дава ухо“.

## Издания
- Боеций. За различните видове топоси (кн. 1), в сп. Philosophia Архив на оригинала от 2016-10-30 в Wayback Machine., прев. от лат. Георги Петков
- Боеций. Утешението на философията. С., 1993.
- Боеций. Теологическите трактати. – В: Средновековни философи. Ч. 1. С., 1994.
- Аниций Манлий Северин Боеций. Теологически трактати за утешението на философията. С., 2008.